# Charaxes mahawedi
Charaxes mahawedi är en fjärilsart som beskrevs av Hans Fruhstorfer 1914. Charaxes mahawedi ingår i släktet Charaxes och familjen praktfjärilar. Inga underarter finns listade i Catalogue of Life.